# ピドゥルギ号
ピドゥルギ号（ピドゥルギごう）は、韓国鉄道庁にかつて存在した列車の種別。各駅停車に相当。ピドゥルギとは平和の象徴・ハト（鳩/비둘기）の意。1963年の鉄道庁発足からはポトン（普通）であったが、1983年に改称された。
トンイル号からの格下げ客車のほか、日本時代からの軽量客車を使用したりと、設備は当初から全体的に老朽化していた。車両の色は白地に灰色と黄色の帯。かつては青地に白帯で、緑一色だった事もある。90年代にはトンイル号への格上げが推し進められた。
末期は江原道の旌善線のみでの運行となり、2000年11月14日付けで廃止された。

## 気動車

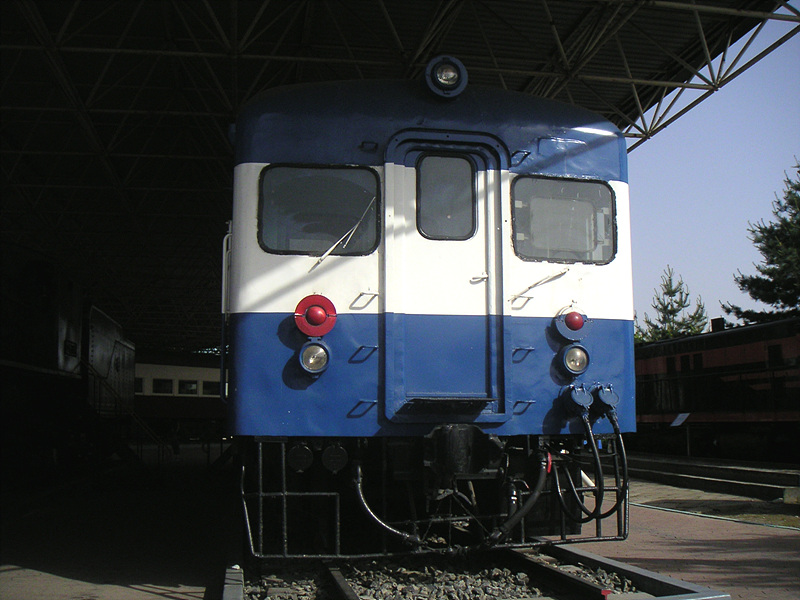
ピドゥルギ号に使われた気動車（鉄道博物館保存車両）

1961年からソウル周辺で日本から有償援助されたディーゼル気動車159両を使用した列車を運行した。この車両は、当時日本国有鉄道で最新の一般形気動車であり、増備が続いていた20系気動車の設計が元となっており、その中でも180馬力エンジンを2基搭載した勾配線区用の「キハ52形」の車体寸法と軌間を韓国向けに設計変更したものである。製造も日本の新潟鉄工所（64両）、近畿車輛（51両）、川崎車両（5両）、日本車輌製造（39両）の各社が担当した。
比較的出力に余裕があったことや、当初は動力車が不足していたことから、気動車2両の間に客車3両を付随車として挟む（2M3T）などの運用も行っていた。その後20両はエンジンを撤去され、付随車となった。1974年以降の首都圏電鉄拡充により地方線区へ転属したが、49両という少なくない数が事故で廃車となっており、うち8両は火災事故であった。これら日本製気動車は1997年初頭に全廃された。